# Meb Keflezighi
Mebrahtom Keflezighi, známý jako Meb Keflezighi, etiopským písmem መብራህቶም ክፍልእዝጊ (* 5. května 1975 Asmara, Eritrea) je americký atlet, běžec na dlouhých tratích, původem z Eritrey. V roce 2004 získal stříbrnou medaili na letních olympijských hrách v Aténách a v Londýně v roce 2012 se umístil na čtvrtém místě.
V roce 2009 zvítězil v Newyorském maratonu. Dne 21. května 2014 zvítězil v Bostonském maratonu a stal se tak prvním americkým vítězem tohoto závodu od roku 1983.
Během trénování využívá devítidenní cykly namísto tradičních tréninkových týdnů. Tento cyklus mu umožňuje soustředit se, jak na trénink, tak i na regeneraci. Trénink se skládá z tempových běhů, intervalových běhů, dlouhých tratí a crossového tréninku. Před Bostonským maratonem v roce 2014 běhal 2–3krát denně, také využíval ElliptiGO pro jízdu na 10 až 20 mílové tratě (cca 16–32 km) pro crossové tréninky, aby tak předešel rizikům zranění.